# Липецкий район
Ли́пецкий райо́н — административно-территориальная единица (район) и муниципальное образование (муниципальный район) в центре Липецкой области России.
Административный центр — город Липецк (в состав района не входит, является городом областного подчинения).

## География
Площадь 1510 км². Район граничит с Лебедянским, Добровским, Хлевенским, Усманским, Задонским и Грязинским районами Липецкой области.
Основная река — Воронеж.

## История
Район образован 30 июля 1928 года в составе Центрально-Чернозёмной области (ЦЧО) (до 1930 входил в Елецкий округ). 20 августа 1930 Липецк получил статус города областного подчинения.
После разделения ЦЧО 31 декабря 1934 года Липецкий район вошёл в состав Воронежской, а 6 января 1954 года — во вновь образованную Липецкую область.
19 ноября 1959 район был упразднён (территория разделена между Боринским, Грязинским, Добровским, Донским и Трубетчинским районами).
1 февраля 1963 года Липецкий район был восстановлен и включил в свой состав Боринский и части Грязинского, Донского, Трубетчинского и Добровского районов.

## Население
| 1939    | 1970    | 1979    | 1989    | 2002    | 2006    | 2009    |
| ------- | ------- | ------- | ------- | ------- | ------- | ------- |
| 57 159  | ↘56 853 | ↘49 948 | ↘48 223 | ↗48 383 | ↘45 700 | ↘44 355 |
| 2010    | 2011    | 2012    | 2013    | 2014    | 2015    | 2016    |
| ↗49 258 | ↘49 198 | ↗49 467 | ↗49 774 | ↗49 860 | ↗50 096 | ↗50 769 |
| 2017    | 2018    | 2021    |         |         |         |         |
| ↗51 877 | ↘51 482 | ↗59 655 |         |         |         |         |

### Национальный состав
По итогам переписи населения 2020 года проживали следующие национальности (национальности менее 0,1 % и другое, см. в сноске к строке «Другие»):
| Национальность | Численность, чел. | Доля     |
| -------------- | ----------------- | -------- |
| Русские        | 57 060            | 95,65 %  |
| Армяне         | 586               | 0,98 %   |
| Украинцы       | 237               | 0,40 %   |
| Цыгане         | 127               | 0,21 %   |
| Езиды          | 127               | 0,21 %   |
| Узбеки         | 101               | 0,17 %   |
| Таджики        | 83                | 0,14 %   |
| Азербайджанцы  | 73                | 0,12 %   |
| Татары         | 66                | 0,11 %   |
| Другие         | 1195              | 2,01 %   |
| Итого          | 59 655            | 100,00 % |

## Административно-муниципальное устройство
Липецкий район, в рамках административно-территориального устройства области, включает 21 административно-территориальную единицу —21 сельсовет.
Липецкий муниципальный район, в рамках организации местного самоуправления, включает 21 муниципальное образование со статусом сельских поселений:
| №  | Муниципальное образование     | Административный центр    | Количество населённых пунктов | Население, чел. | Площадь, км² |
| -- | ----------------------------- | ------------------------- | ----------------------------- | --------------- | ------------ |
| 1  | Большекузьминский сельсовет   | село Большая Кузьминка    | 1                             | ↗1433           | 27,40        |
| 2  | Боринский сельсовет           | село Боринское            | 1                             | ↗7220           | 55,43        |
| 3  | Васильевский сельсовет        | село Васильевка           | 3                             | ↗637            | 60,82        |
| 4  | Введенский сельсовет          | село Ильино               | 5                             | ↗5173           | 71,33        |
| 5  | Вербиловский сельсовет        | село Вербилово            | 1                             | ↗857            | 33,64        |
| 6  | Грязновский сельсовет         | село Грязное              | 1                             | ↗510            | 35,08        |
| 7  | Ивовский сельсовет            | село Ивово                | 8                             | ↗456            | 81,04        |
| 8  | Косырёвский сельсовет         | деревня Бруслановка       | 6                             | ↗5099           | 53,31        |
| 9  | Круто-Хуторской сельсовет     | село Крутые Хутора        | 3                             | ↗1089           | 78,08        |
| 10 | Кузьмино-Отвержский сельсовет | село Кузьминские Отвержки | 7                             | ↗5509           | 144,40       |
| 11 | Ленинский сельсовет           | село Троицкое             | 4                             | ↗7276           | 102,47       |
| 12 | Лубновский сельсовет          | село Сухая Лубна          | 4                             | ↗1216           | 76,50        |
| 13 | Новодеревенский сельсовет     | деревня Новая Деревня     | 3                             | ↗3369           | 90,97        |
| 14 | Новодмитриевский сельсовет    | село Новодмитриевка       | 7                             | ↘1043           | 88,98        |
| 15 | Падовский сельсовет           | село Пады                 | 4                             | ↗1138           | 92,46        |
| 16 | Пружинский сельсовет          | село Пружинки             | 3                             | ↘651            | 66,93        |
| 17 | Сенцовский сельсовет          | село Сенцово              | 6                             | ↗2728           | 78,29        |
| 18 | Стебаевский сельсовет         | село Стебаево             | 9                             | ↗1211           | 136,44       |
| 19 | Сырский сельсовет             | село Подгорное            | 3                             | ↗9230           | 36,84        |
| 20 | Тележенский сельсовет         | село Тележенка            | 3                             | ↗490            | 55,45        |
| 21 | Частодубравский сельсовет     | село Частая Дубрава       | 4                             | ↗3320           | 79,40        |

## Населённые пункты
В Липецком районе 86 населённых пунктов.
| №  | Населённый пункт        | Тип     | Население | Муниципальное образование     |
| -- | ----------------------- | ------- | --------- | ----------------------------- |
| 1  | Александровка           | село    | ↗39       | Васильевский сельсовет        |
| 2  | Александрово-Жуково     | деревня | ↘26       | Ивовский сельсовет            |
| 3  | Алексеевка              | село    | ↗153      | Васильевский сельсовет        |
| 4  | Архангельские Борки     | село    | ↗130      | Стебаевский сельсовет         |
| 5  | Большая Кузьминка       | село    | ↗1433     | Большекузьминский сельсовет   |
| 6  | Боринское               | село    | ↗7220     | Боринский сельсовет           |
| 7  | Бруслановка             | деревня | ↗485      | Косырёвский сельсовет         |
| 8  | Варваринка              | село    | →53       | Лубновский сельсовет          |
| 9  | Варваро-Борки           | село    | ↗456      | Новодмитриевский сельсовет    |
| 10 | Васильевка              | село    | ↗496      | Васильевский сельсовет        |
| 11 | Введенка                | село    | ↗789      | Введенский сельсовет          |
| 12 | Вербилово               | село    | ↗857      | Вербиловский сельсовет        |
| 13 | Вешаловка               | село    | ↗702      | Новодеревенский сельсовет     |
| 14 | Воскресеновка           | село    | ↘792      | Введенский сельсовет          |
| 15 | Грязное                 | село    | ↗510      | Грязновский сельсовет         |
| 16 | Гудовка                 | деревня | ↘106      | Стебаевский сельсовет         |
| 17 | Давыдовка               | деревня | ↗18       | Кузьмино-Отвержский сельсовет |
| 18 | Дареновка               | деревня | ↗5        | Кузьмино-Отвержский сельсовет |
| 19 | Дикопорожье             | деревня | ↘0        | Новодмитриевский сельсовет    |
| 20 | Долгая                  | деревня | ↗85       | Стебаевский сельсовет         |
| 21 | Елецкое                 | село    | ↘1174     | Ленинский сельсовет           |
| 22 | Елизаветино             | деревня | ↘16       | Новодмитриевский сельсовет    |
| 23 | Ивановка                | деревня | ↘0        | Новодмитриевский сельсовет    |
| 24 | Ивановка                | деревня | ↘47       | Тележенский сельсовет         |
| 25 | Ивово                   | село    | ↗436      | Ивовский сельсовет            |
| 26 | Ильино                  | село    | ↗1375     | Введенский сельсовет          |
| 27 | Каширка                 | деревня | ↗22       | Новодмитриевский сельсовет    |
| 28 | Ключики                 | деревня | ↗30       | Косырёвский сельсовет         |
| 29 | Копцевы Хутора          | деревня | ↗1861     | Кузьмино-Отвержский сельсовет |
| 30 | Косырёвка               | село    | ↗3270     | Косырёвский сельсовет         |
| 31 | Красное                 | деревня | ↗31       | Пружинский сельсовет          |
| 32 | Красный Октябрь         | посёлок | ↘3        | Лубновский сельсовет          |
| 33 | Круглое                 | село    | ↗11       | Стебаевский сельсовет         |
| 34 | Крутогорье              | село    | ↗594      | Падовский сельсовет           |
| 35 | Крутые Хутора           | село    | ↗851      | Круто-Хуторской сельсовет     |
| 36 | Кузьминка               | деревня | ↗48       | Сенцовский сельсовет          |
| 37 | Кузьминские Отвержки    | село    | ↗1337     | Кузьмино-Отвержский сельсовет |
| 38 | Куйманы                 | деревня | ↘19       | Ивовский сельсовет            |
| 39 | Кулешовка               | деревня | ↗351      | Косырёвский сельсовет         |
| 40 | Ленино                  | село    | ↗1422     | Ленинский сельсовет           |
| 41 | Лозы                    | деревня | ↗23       | Стебаевский сельсовет         |
| 42 | Малашевка               | деревня | ↗195      | Кузьмино-Отвержский сельсовет |
| 43 | Маховище                | село    | ↗224      | Стебаевский сельсовет         |
| 44 | Никольское              | село    | ↗491      | Введенский сельсовет          |
| 45 | Никольское              | село    | ↗146      | Стебаевский сельсовет         |
| 46 | Новая Деревня           | деревня | ↗2358     | Новодеревенский сельсовет     |
| 47 | Новодмитриевка          | село    | ↗903      | Новодмитриевский сельсовет    |
| 48 | Новониколаевка          | деревня | ↗5        | Сенцовский сельсовет          |
| 49 | Ольгино                 | деревня | ↘19       | Пружинский сельсовет          |
| 50 | Отверг-Студенец         | село    | ↗7        | Косырёвский сельсовет         |
| 51 | Пады                    | село    | ↗588      | Ленинский сельсовет           |
| 52 | Пады                    | село    | ↗522      | Падовский сельсовет           |
| 53 | Пашков                  | хутор   | ↘5        | Новодмитриевский сельсовет    |
| 54 | Первое Мая              | посёлок | ↗4        | Падовский сельсовет           |
| 55 | Плоская Кузьминка       | село    | ↗102      | Косырёвский сельсовет         |
| 56 | Подгорное               | село    | ↗3098     | Сырский сельсовет             |
| 57 | Попова Ляда             | деревня | ↗23       | Ивовский сельсовет            |
| 58 | Посёлок Розы Люксембург | посёлок | →10       | Ивовский сельсовет            |
| 59 | Пружинки                | село    | ↗771      | Пружинский сельсовет          |
| 60 | Рогачёвка               | деревня | →32       | Ивовский сельсовет            |
| 61 | Сенцово                 | село    | ↗2429     | Сенцовский сельсовет          |
| 62 | Ситовка                 | село    | ↗1392     | Введенский сельсовет          |
| 63 | Слободка                | деревня | ↗17       | Ивовский сельсовет            |
| 64 | Соловьёвка              | деревня | ↗12       | Круто-Хуторской сельсовет     |
| 65 | Спасское Чириково       | деревня | →3        | Ивовский сельсовет            |
| 66 | Стебаево                | село    | ↗249      | Стебаевский сельсовет         |
| 67 | Степец                  | посёлок | →0        | Падовский сельсовет           |
| 68 | Студёные Выселки        | деревня | ↗874      | Кузьмино-Отвержский сельсовет |
| 69 | Студёные Хутора         | село    | ↗306      | Круто-Хуторской сельсовет     |
| 70 | Сухая Лубна             | село    | ↗1167     | Лубновский сельсовет          |
| 71 | Сырское                 | село    | ↘3548     | Сырский сельсовет             |
| 72 | Тележенка               | село    | ↗465      | Тележенский сельсовет         |
| 73 | Терновое                | село    | ↗137      | Частодубравский сельсовет     |
| 74 | Товаро-Никольское       | село    | ↗209      | Частодубравский сельсовет     |
| 75 | Троицкое                | село    | ↗2499     | Ленинский сельсовет           |
| 76 | Тужиловка               | деревня | ↗62       | Новодеревенский сельсовет     |
| 77 | Тынковка                | деревня | ↗50       | Сенцовский сельсовет          |
| 78 | Тюшевка                 | село    | ↗718      | Кузьмино-Отвержский сельсовет |
| 79 | Федоровка               | деревня | ↗150      | Сенцовский сельсовет          |
| 80 | Хорошевка               | деревня | ↗124      | Тележенский сельсовет         |
| 81 | Хрущёвка                | село    | ↗2584     | Сырский сельсовет             |
| 82 | Частая Дубрава          | село    | ↗2033     | Частодубравский сельсовет     |
| 83 | Черёмушки               | село    | ↗279      | Стебаевский сельсовет         |
| 84 | Яковлевка               | деревня | ↘14       | Лубновский сельсовет          |
| 85 | Яковлевка               | деревня | ↗4        | Сенцовский сельсовет          |
| 86 | Ясная Поляна            | деревня | ↗125      | Частодубравский сельсовет     |

## Официальные символы района
Герб Липецкого района и флаг Липецкого района утверждены решением Липецкого районного Совета депутатов № 58 от 26 октября 2004 года.

## Достопримечательности
- Знаменский собор в Вешаловке.

## Известные уроженцы
Гурьев Степан Савельевич (1902—1945) — Герой Советского Союза, участник Великой Отечественной войны, гвардии генерал-майор. Родился в селе Романово (ныне Ленино) Липецкого района Липецкой области.
Смородин, Пётр Иванович (1897—1939) — советский партийный деятель, член ВЦИК, один из создателей комсомола, генеральный секретарь ЦК РКСМ (1921—1924). Входил в состав особой тройки НКВД СССР.